# Вілар-де-Оссуш
Вілар-де-Оссуш (порт. Vilar de Ossos; МФА: [vi.ˈɫaɾ dɨ ˈo.suʃ]) — парафія в Португалії, у муніципалітеті Віняйш. Розташована в північно-східній частині країни, на теренах історичної португальської провінції Трансмонтана. Входить до складу округу Браганса. За адміністративним поділом, чинним до 1976 року, терени парафії були складовою провінції Трансмонтана і Верхнє Дору. Належить до Брагансько-Мірандської діоцезії Католицької церкви. Патрон — святий Кипріан. Площа — 17,7019 км². Населення — 269 ос. (2011). Слабо урбанізований регіон. Густота населення — 15,2 осіб/км²
. Код — 041232.

## Населення
| Кількість мешканців | Кількість мешканців | Кількість мешканців | Кількість мешканців | Кількість мешканців | Кількість мешканців | Кількість мешканців | Кількість мешканців | Кількість мешканців | Кількість мешканців | Кількість мешканців | Кількість мешканців | Кількість мешканців | Кількість мешканців | Кількість мешканців |
| ------------------- | ------------------- | ------------------- | ------------------- | ------------------- | ------------------- | ------------------- | ------------------- | ------------------- | ------------------- | ------------------- | ------------------- | ------------------- | ------------------- | ------------------- |
| 1864                | 1878                | 1890                | 1900                | 1911                | 1920                | 1930                | 1940                | 1950                | 1960                | 1970                | 1981                | 1991                | 2001                | 2011                |
| 576                 | 628                 | 615                 | 608                 | 633                 | 575                 | 585                 | 714                 | 805                 | 901                 | 608                 | 533                 | 431                 | 344                 | 269                 |